# Moritschus henrici
Moritschus henrici is een krabbensoort uit de familie van de Pseudothelphusidae. De wetenschappelijke naam van de soort is voor het eerst geldig gepubliceerd in 1897 door Nobili.